# Pauri
Pauri es una ciudad y municipio situada en el distrito de Pauri Garhwal,  en el estado de Uttarakhand (India). Su población es de 25440 habitantes (2011). Es el centro administrativo del distrito.

## Demografía
Según el censo de 2011 la población de Pauri era de 25440 habitantes, de los cuales 13090 eran hombres y 12350 eran mujeres. Pauri tiene una tasa media de alfabetización del 92,18%, superior a la media estatal del 78,82%: la alfabetización masculina es del 95,74%, y la alfabetización femenina del 88,44%.